# Germagny
Germagny település Franciaországban, Saône-et-Loire megyében. Lakosainak száma 195 fő (2022. január 1.). Germagny Savianges, Bissy-sur-Fley, Fley, Le Puley és Saint-Martin-du-Tartre községekkel határos.

## Népesség
A település népességének változása:
| Lakosok száma | 210  | 207  | 212  | 202  | 200  | 197  | 195  | 195  | 195  |
|               | 2013 | 2015 | 2016 | 2017 | 2018 | 2019 | 2020 | 2021 | 2022 |